# Roger II (abbé)
Pour les articles homonymes, voir Roger II.
 (septembre 2022).
Roger II, né au XIe siècle et mort le 2 avril 1124 est un bénédictin normand, onzième abbé du Mont Saint-Michel de 1106 au 16 octobre 1123.
Après la démission de Roger Ier, la stalle abbatiale du monastère du mont Saint-Michel resta vacante quelques années. Ce ne fut qu’en 1106 que Roger II, appelé par la volonté du roi à la remplir, quitta l’abbaye de Jumièges, dont il était le prieur claustral, pour venir prendre les rênes de celle du Mont Saint-Michel.
Il réussit dans sa tâche de dissiper bientôt les nuages et les ténèbres élevés dans cette abbaye du temps de son prédécesseur. La sagesse et la sainteté de sa direction tendirent à ranimer, dans le calme silencieux du cloître, les qualités censées se développer dans le calme et la sérénité de la vie solitaire.
Les obstacles dont Roger II eut à triompher étaient à la hauteur de son courage. La guerre entre les trois fils de Guillaume le Conquérant, qui avait fait rage autour du Mont, n’avaient pas été sans jeter une grave perturbation dans la vie claustrale. Roger II appliqua tous ses soins à en effacer les traces profondes qu’y avait laissé le conflit.
Cette sollicitude de l’observance intérieure n’empêcha pas l’administration de Roger II de s’étendre et de veiller, avec le zèle le plus actif, sur les biens temporels de son abbaye : c’est dans cet exercice de ses devoirs que l’attendaient des épreuves et des douleurs : le vendredi saint, 25 avril 1112, la foudre frappa le clocher, au moment même où les religieux chantaient les matines. Le feu se développa avec une telle intensité que, malgré les secours, l’église ni les lieux réguliers ne purent être protégés contre l’action dévorante des flammes ; seuls les piliers, les murs et les voûtes échappèrent à ce désastre.
Cette catastrophe ne fut pas le seul malheur dont fut affligée l’administration de Roger II. Thomas de Saint-Jean, l’un des fils du seigneur de l’Avranchin, qui dirigeait les machines de guerre dans l’armée du conquérant Guillaume, jeta dans la paroisse dont il portait le nom, un château. Non content de ravager les domaines de l’abbaye et les forêts de Néron, Carpoul et Bivoye, où ses ouvriers abattirent le bois nécessaire à la construction de son manoir, ce puissant baron, enhardi par le succès de ses spoliations, il s’empara des fiefs de plusieurs des vavassaux de l’abbaye, dans les baronnies de Saint-Pair et de Genêts.
Impuissant à réprimer par la force les usurpations de ce seigneur, le monastère tourna contre lui les armes spirituelles en appelant sur lui la colère divine. Lorsqu’il l’apprit, Thomas entra dans une fureur qui, pour n’être qu’humaine, n’en était ni moins vive ni moins redoutable : accompagné de Jean et Boger, ses frères, et suivi d’un nombreux cortège, il se dirigea vers le Mont Saint-Michel, pour exiger la cessation de ces vœux qui l’outrageaient. L’abbé opposa à ses emportements une fermeté inébranlable. « Nos prières, lui répondit-il, implorent de Dieu le châtiment de vos attentats ; nous ne cesserons d’appeler publiquement la vengeance céleste sur votre tête, que lorsque vous nous aurez accordé une réparation juste de vos exactions et de vos pillages. »
Reconnaissant l’inefficacité de ses menaces, Thomas eut recours aux supplications et, se prosternant, ainsi que les seigneurs de sa suite, devant l’abbé et les religieux, il conjura le premier de le prendre en pitié, lui et ses frères, et de les réconcilier avec l’Église. Le prélat ne se rendit à leurs prières que lorsqu’ils eurent restitué au couvent leurs usurpations et réparé leurs ravages. Le monument de cette transaction reçut plus tard, sous la prélature de Guillaume, la signature du souverain, celle de Geoffroy, archevêque de Rouen ; de Jean, évêque de Lisieux ; de Jean, évêque de Bayeux et de Turgis d’Avranches, ainsi que celle de plusieurs chevaliers.
Le recueillement et la discipline, restaurés grâce aux efforts de Roger II, ne furent pourtant pas, durant cette nouvelle période de sa prélature, les principaux titres à la célébrité associée au nom de Roger II. Le calme au milieu duquel il vit se régulariser la discipline, lui permit de livrer sa pensée à la conception et à l’exécution d’importants travaux. Il sut faire sortir des décombres entassés sur ce rocher par l’inhabileté des précédents architectes et par le feu du ciel, ces édifices audacieux que les siècles suivants ont désignés sous le nom de « la Merveille ».
Une muraille d’une hardiesse prodigieuse s’éleva au septentrion sur une longueur de soixante-dix-huit mètres, appuyée sur trente-six contreforts où l’art a su parer les combinaisons de la science, de manière à faire un ornement d’un enlacement de lignes calculées pour la solidité du monument. L’architecture, très avancée pour le commencement du XIIe siècle, est le style gothique, où se présentent encore quelques reflets du roman. Les pièces basses présentent : à l’est, la salle des gardes, longue de plus de trente-six mètres, sur douze environ de largeur, et à l’ouest les écuries, de même largeur et d’un développement en longueur de vingt-sept mètres. Ces deux pièces, imposantes d’aspect, sont couvertes dans toute leur étendue de voûtes dont les pendentifs quadrilatéraux reposent, dans la première, sur une ligne de six colonnes, hautes d’environ quatre mètres, les chapiteaux non compris, et d’un diamètre de soixante-six centimètres à peine ; dans la seconde, sur douze piliers carrés, dont la hauteur est celle des colonnes, et l’épaisseur de trente-quatre centimètres. Deux escaliers, ménagés dans l’épaisseur du mur, mettent ces pièces en communication avec la salle des chevaliers, construite au-dessus des écuries, dont elle occupe toute la. longueur. Trois lignes de colonnes, dont les deux principales en comptent six, soutiennent les voûtes, où leurs chapiteaux, décorés de trèfles, d’acanthes, de feuilles d’artichauts ou de palmettes, étendent et croisent chacun huit voussures. Doux larges cheminées et plusieurs fenêtres demi-circulaires occupent le côté septentrional. Ces trois pièces forment les parties militaires de ce corps de bâtiment.
Indépendamment des parties chevaleresques, le bâtiment construit par Roger II renfermait des appartements monastiques. Les dortoirs eux-mêmes, pièces spacieuses, du plus beau jour et de l’air le plus pur, ne furent terminés que par Pierre Leroy, qui les divisa en cellules ; mais le réfectoire, dont les voûtes aériennes, supportées par six colonnes, s’étendaient sur une surface de quatre cent trente-deux mètres carrés. Semblable à la salle des chevaliers pour les ornements qui parent les chapiteaux des colonnes et les nervures granitiques qui décorent les voûtes, cette pièce lui est incomparablement supérieure par son élégance et sa légèreté. Ses colonnes, dont le diamètre est à peine de quarante-quatre centimètres, la hardiesse de ses ogives, la souplesse gracieuse de leurs arceaux, semblent présager le XIVe siècle. La perfection de cet édifice éclate jusque dans les détails les plus accessoires : les tuyaux des vastes cheminées du réfectoire et de la salle des chevaliers, au sommet du bâtiment, ont été traités de façon à leur donner l’aspect élégant de clochetons ornés, et de tourelles à fleurs.
La sagesse et le génie de Roger avaient élevé le Mont saint-Michel à cet état de splendeur, lorsque la rigueur du duc-roi l’arracha au respect et à l’affection de ses religieux. Appelé par un des officiers de Henri Beauclerc devant ce monarque, sous l’accusation de l’avoir injustement dépouillé d’une de ses propriétés, il fut frappé d’une sentence qui le relégua dans le couvent de Jumièges.
Roger II se soumit à cet arrêt, en déposa son bâton pastoral sur le grand autel, le 16 octobre 1122 et, après avoir embrassé ses moines, fondant en larmes, il se dirigea vers son monastère, où l’abbaye du Mont Saint-Michel devait lui payer annuellement vingt-cinq marcs d’argent, ce qui n’arriva jamais, car il mourut moins de six mois plus tard.

### Biographie
- Fulgence Girard, Histoire géologique, archéologique et pittoresque du Mont Saint-Michel au péril de la mer, E. Tostain, 1843 (OCLC 1194216491, lire en ligne), p. 112-122.
- Véronique Gazeau (préf. David Bates et Michel Parisse), Normannia monastica (Xe – XIIe siècle) : II-Prosopographie des abbés bénédictins, Caen, Publications du CRAHM, 2007, 403 p. (ISBN 978-2-902685-44-8, lire en ligne).